# حزب الاتحاد والتنمية
حزب الاتحاد والتنمية (بالإندونيسية: Partai Persatuan Pembangunan)‏ هو حزب سياسي إندونيسي تأسس يوم 5 يناير 1973 / 29 ربيع الأول 1419، ويتبنى أيدولوجية إسلام سياسي. أول هذا الحزب هو انصهار أربعة أحزب سياسية إسلامية وهي حزب نهضة العلماء وحزب شركة الإسلامية الإندونيسي وحزب اتحاد تربية الإسلامية وحزب المسلمين الأندونيسي. ويتولى رئاسته سوريادارما علي وزير الشؤون الدينية سابقا.

## رؤساء الحزب
| الرئيس                | الفترة      |
| --------------------- | ----------- |
| محمد شفاعات مينتاريجا | 1973 - 1978 |
| د. جيلاني نارو        | 1978 - 1989 |
| إسماعيل حسن ميتاريوم  | 1989 - 1998 |
| د. حمزة هاز           | 1998 - 2007 |
| سوريادارما علي        | 2007 - 2014 |
| محمد رومهرموزي        | 2014 - 2019 |
| سوهارسو مونوارفا      | 2019 -      |